# Aire marine protégée
Pour les articles homonymes, voir AMP.

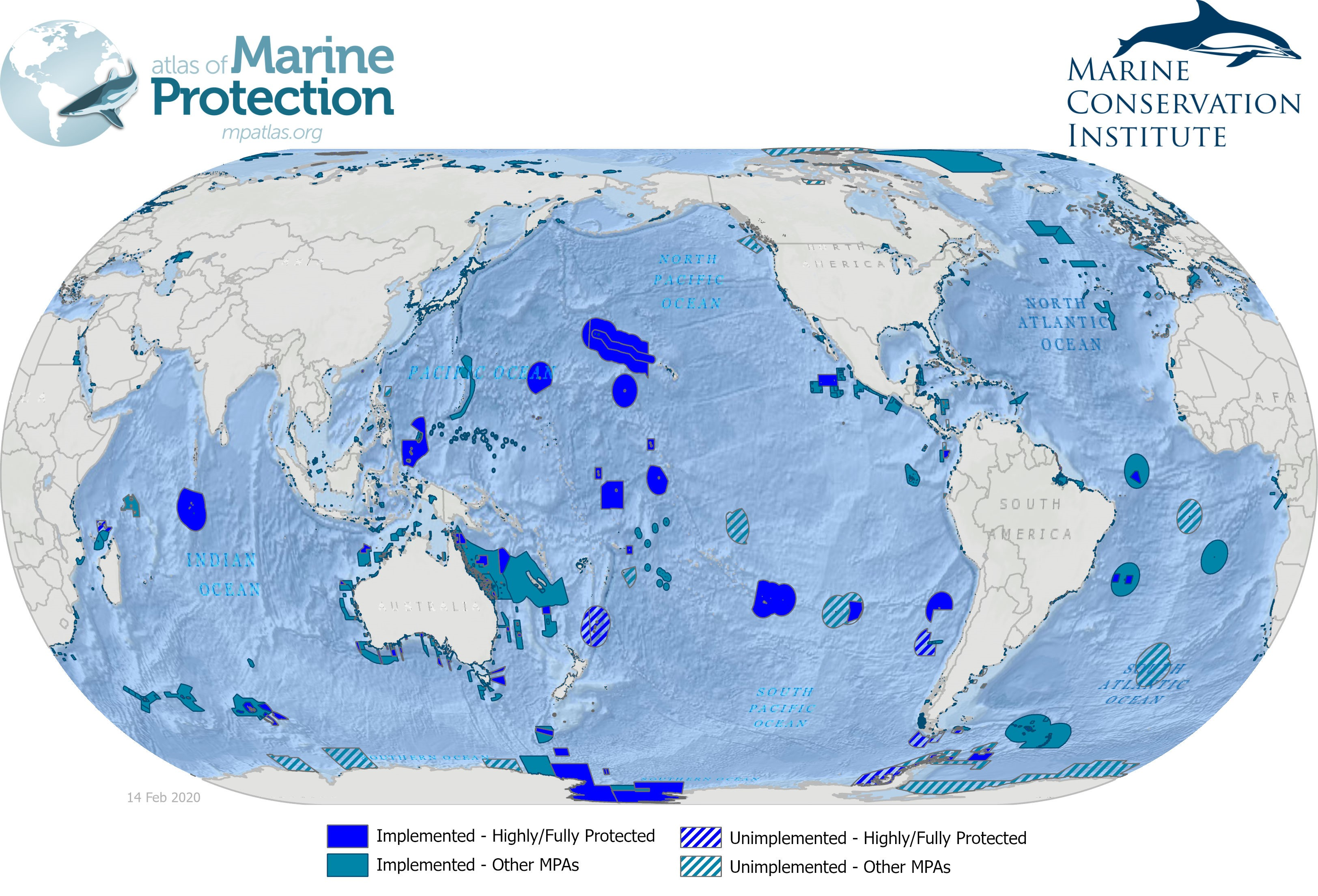
Aires marines protégées en 2020.

Une aire marine protégée (AMP) est un espace délimité en mer afin d'assurer à long terme la conservation de la nature ainsi que les services écosystémiques et les valeurs culturelles qui lui sont associés. Il s'agit d'un exemple possible de stratégie de conservation utilisée dans la gestion des ressources naturelles.
Outre cet objectif premier de conservation de la nature, dans le réseau des AMP, chaque réserve peut répondre à différents objectifs : 
- protéger des espèces, des habitats marins en particulier ;
- favoriser l'adaptation des écosystèmes et des organismes à cinq impacts importants du changement climatique : l'acidification des océans, l'élévation du niveau marin, l'intensification des tempêtes, les changements dans la répartition des espèces et la diminution de la productivité et de la disponibilité de l'oxygène, ainsi que leurs effets cumulatifs et synergiques ;
- préserver ou améliorer la qualité des eaux ;
- promouvoir l'exploitation durable des ressources ou le développement durable des usages maritimes ;
- maintenir le patrimoine culturel ;
- accroître la valeur ajoutée sociale, économique, scientifique ou éducative.

Le concept a été généralisé par la Convention sur la diversité biologique (CDB). L'objectif C.11 d'Aichi (adopté à la conférence de Nagoya sur la biodiversité  en octobre 2010), était d'atteindre 10 % de la surface océanique avec un statut de protection :

Avant 2020, 

« au moins 17 % des zones terrestres et d'eaux intérieures et 10% des zones marines et côtières, y compris les zones particulièrement importantes pour la diversité biologique et les services fournis par les écosystèmes »

 devaient être conservées via « des réseaux écologiquement représentatifs et bien reliés d'aires protégées gérées efficacement et équitablement et d'autres mesures de conservation efficaces par zone (AMCEZ), et intégrées dans l'ensemble du paysage terrestre et marin ». Le nombre et les surfaces couvertes par les AMP dans le monde a grandi de 2000 (on comptait amors 4600 AMP dans le monde couvrant 0,6 % de la surface des océans, (contre 9 % des surfaces terrestres) à 2022 (en novembre 2022, ce chiffre était de 18 448 aires marines protégées couvrant 8,16 % des mers du globe).

## Réglementations et niveaux de protection
Les réglementations des activités maritimes et les niveaux de protection sont très variables selon les types d'AMP, les États et ou les zones géographiques. L'UICN, a proposé six catégories d'aires protégées fonction du niveau de protection allant des niveaux les plus forts de protection qui peuvent règlementer voire interdire toute activité, jusqu'au statuts les moins protecteurs n'apportent aucune contrainte réglementaire. Le guide AMP propose quant à lui quatre catégories basées sur les activités autorisées au sein de l'AMP. 
Malgré une croissance très rapide du nombre et des surfaces en AMP, les zones « complètement protégées » restent peu nombreuses et de petite taille.
Pour illustrer la diversité des statuts, rien qu'en Méditerranée, il existe pas moins de 54 types d'AMP différentes, avec des niveaux de protection et des chaînes de responsabilité extrêmement variés.
Les réglementations qui régissent les activités maritimes sont établies par les autorités compétentes, nationales, régionales ou locales selon les cas. Elles sont évolutives et peuvent s'adapter à de nouveaux problèmes. Par exemple à Saint-Martin aux Antilles : les scooters de mer ont récemment été interdits par décret.

## Impacts positifs et négatifs des AMP

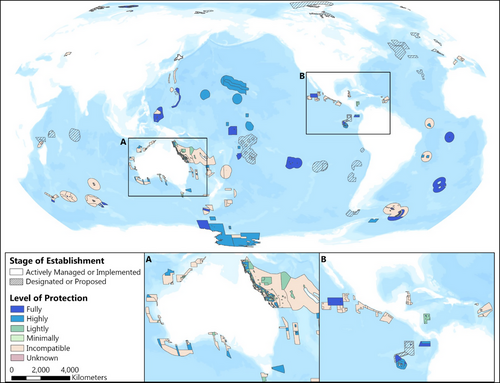
Carte identifiant les 100 plus grandes AMP du monde et leur niveau de protection vis-à-vis des écosystèmes marins.

### Efficacité écologique
L'évaluation de l'efficacité des AMP repose sur des suivis scientifiques et le calcul d'indicateurs.
Les services s'occupant du littoral au sein de l'administration américaine des Océans et de l'atmosphère (NOAA) ont assemblé un inventaire d'outils d'aide à la décision pour AMP basé sur le système d'information géographique (SIG). En France, l'Office français pour la biodiversité développe également un « catalogue des indicateurs » utilisé dans les parcs naturels marins notamment.
L'efficacité des AMP varient grandement en fonction de la taille et des niveaux de protection.
Les réserves marines intégrales ont des effets positifs directs sur les écosystèmes et les populations protégées en entraînant notamment une augmentation de l'abondance des ressources qui sont présentes, leur biomasse, la taille moyenne des organismes et la richesse spécifique,. Si les conditions biologiques sont favorables, elles peuvent également accroître la productivité des zones péchées aux alentours des réserves par le biais des mouvements des larves, des juvéniles et des individus adultes à l'extérieur de ces aires protégées. Cette exportation de biomasse vers les zones non protégées, appelée effet spillover (en) ou effet de débordement, grâce à la dispersion des œufs et des larves par les courants marins, au déplacement des juvéniles et des adultes des espèces sédentaires ou migratrices, peut recouvrir une longue distance (supérieure à 40 km).
Un examen scientifique exhaustif des données disponibles sur l'efficacité des réserves créées sur la Grande Barrière de corail, publié en 2010 a montré que la mise en réserve naturelle était efficace pour la protection et restauration des espèces, mais plus pour les petites espèces peu mobiles, inféodées aux récifs que pour les espèces plus mobiles telles que les requins. Les réserves semblent aussi améliorer la santé globale de l'écosystème et sa résilience écologique, même dans ce cas face à l'étoile de mer invasive, qui semble moins fréquentes sur les récifs ou tout prélèvement est interdit. Les réserves nécessitent cependant d'être bien surveillées, car le braconnage peut y causer un effondrement de la population de poissons. Quand elles jouent leur rôle, elles présentent donc un intérêt pour la pêche durable et la conservation de la biodiversité. L'application des principes généraux (bonnes pratiques) de la conservation semblent donner de bons résultats, même là où on manquait de données (pour le dugong par exemple. L'augmentation du réseau des réserves marines en 2004 a eu un impact pour les pêcheurs, mais des études préliminaires d'analyse économique suggèrent des bénéfices nets considérables, sur le plan de la protection des valeurs environnementales et du tourisme. Relative aux recettes générées par le « tourisme de récif », les dépenses courantes en matière de protection sont mineures. « Compte tenu des menaces graves induites par le changement climatique, l'extension du réseau de réserves marines fournit une contribution essentielle et rentable à l'amélioration des capacités de résilience de la Grande Barrière de Corail selon les auteurs de cette étude. »
En 2016, l'Union internationale pour la conservation de la nature a adopté un objectif de « créer un océan réellement durable dont au moins 30 % de la superficie n'accueillera aucune activité extractive ». Ce réseau d'espaces protégés devrait inclure des éléments de tous les écosystèmes, avec une répartition harmonieuse des aires protégées pour efficacement préserver les espèces et pour faire face au changement climatique. La bonne gestion des aires marines protégées pourrait alors atténuer les effets de « l'acidification, la montée des eaux, l'intensification des tempêtes, les changements dans la distribution des espèces, la baisse de productivité et l'appauvrissement en oxygène. »
Certains pays déclarent des aires protégées théoriques mais dans lesquelles aucune contrainte ne s'impose : on peut tout aussi bien y pratiquer de l'extraction minière que de la pêche intensive, ces AMP sont appelées « papers parks » (« Parcs de papier » en Anglais). Certaines aires sont volontairement implantées dans des zones où la pêche industrielle est quasi-inexistante, ou peu intéressantes en termes de biodiversité, ce qui permet aux gouvernements de grossir artificiellement leurs chiffres sans risquer de conflits d'usage. Un autre problème majeur auquel font face certaines AMP est la difficulté de surveiller efficacement des zones maritimes parfois très vastes contre le braconnage ; ainsi, nombre d'entre elles subissent une exploitation illégale de leurs espèces protégées en dépit de protections réglementaires. Dans les terres australes françaises, la lutte contre la pêche illégale dans les eaux de la réserve nationale mobilise des bateaux de la Marine nationale, un système de surveillance par satellite ainsi que des albatros équipés de GPS qui permettent de détecter les bateaux illégaux. 
En France, les moyens attribués à la surveillance des aires marines protégées sont très insuffisants. Celles en zone de protection forte occupent une surface située entre 0,5 et 1,5 % des AMP. Ainsi, « aussi aberrant que cela puisse paraître, en Europe la pression de la pêche est plus forte sur les zones marines protégées que sur celles non protégées car elles sont situées dans des endroits stratégiques », favorables à la reproduction des espèces, souligne Frédéric Le Manach, directeur scientifique chez Bloom.
Une étude sur les 100 plus grandes AMP du monde en 2024 (soit 89,2 % de la surface totale des AMP et 7,3 % des océans du globe) indique que seulement un tiers des AMP dans le monde (soit 2,6 % de la surface des océans mondiaux) font l'objet d'une protection haute ou intégrale. Dans près de 37 % d'entre elles, les activités industrielles comme l'extraction minière ou la pêche au chalut, sont autorisées.

### Impacts socio-économiques
Les impacts des AMP sur les activités maritimes peuvent être positifs (pêche, activités de loisirs, tourisme, activités liées à la plage et activités scientifiques) ou négatifs (mariculture, exploitation des granulats marins, extraction de minéraux, de pétrole, de gaz et d'énergie),,,.

## Aires marines protégées dans le monde

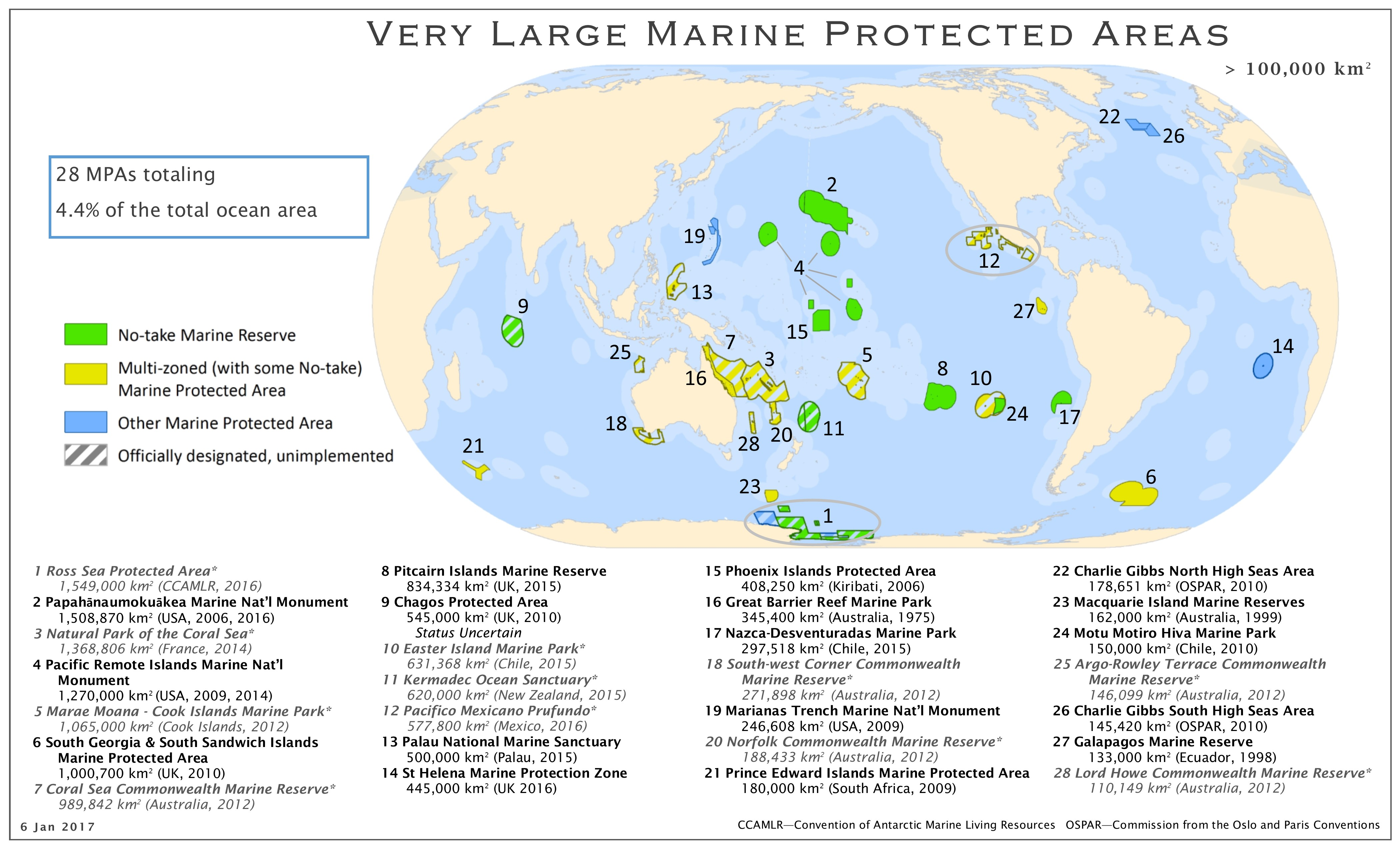
Carte des « très grandes aires marines protégées » dans le monde, en 2017.

### Généralités
D'après un chiffrage économique de la valeur des océans et de leurs activités, publié par le World Wildlife Fund (WWF) en 2015, les mers du globe totalisent 24 000 milliards de dollars d'actifs, composés notamment de la valeur de la biomasse (stocks de poissons, corail, etc.) accumulée, et de celle des activités commerciales et de transport qu'elles supportent. Leur « produit marin brut » (PMB), bâti sur les mêmes critères que le produit national brut (PNB), estimé à 2 500 milliards de dollars, en ferait la septième puissance économique mondiale. La protection de ce capital est jugée rentable dans une seconde étude du WWF, confiée aux chercheurs de l'Université libre d'Amsterdam: la sauvegarde des milieux marins pourrait générer jusqu'à 920 milliards de dollars de bénéfices d'ici à 2050 et créer 180 000 emplois. Pour obtenir ce résultat, les aires marines protégées devraient être étendues jusqu'à représenter 10 % de la surface des océans d'ici à 2020 et 30 % d'ici à 2030,.

### Amériques

#### Canada
Au Canada deux types de protection sont comprises comme aire marine protégée. La première sont les aires marines nationales de conservation (AMNC) dont le niveau de protection ressemble à celui des parcs nationaux.  Il y a actuellement 3 AMNC au Canada :
- Aire marine nationale de conservation du Lac-Supérieur
- Parc marin national Fathom Five
- Réserve d'aire marine nationale de conservation et site du patrimoine haïda Gwaii Haanas
- S'y ajoute le parc marin du Saguenay-Saint-Laurent géré conjointement par le gouvernement fédéral et le Québec.

Une autre désignation existe, soit les réserves marines de faune, dont le statut ressemble aux réserves nationales de faune. Il n'y a actuellement aucune réserve marine de faune bien que cette désignation existe depuis 1994.

#### États-Unis
Aux États-Unis, plus de 50 dénominations d'aires protégées sont considérées comme aires marines protégées. La définition officielle les décrit comme « une partie de l'environnement marin qui, à travers des lois fédérales, tribales, territoriales ou locales, ou des règlements a été délimitée pour assurer une protection durable pour tout ou partie de l'espace naturel et culturel ». Moins de 1 pour cent des eaux des États-Unis sont des sanctuaires. La plupart de ces zones permettent à la fois des activités extractrices et non extractrices, telles que pêche, plongée, navigation de plaisance et de natation.
- le premier parc sous-marin américain est le parc d'État de John Pennekamp Coral Reef inauguré le 10 décembre 1960, qui attirait en 2010 plus d'un million de visiteurs par an avec 130 km2 de fonds sous-marins protégés.
- La plus vaste et longue aire marine protégée du monde a été créée le 15 juin 2006, au large des littoraux des îles du nord-ouest d'Hawaii par le gouvernement américain. Le « Monument national marin de Papahānaumokuākea » ou « Monument national marin des îles du Nord-Ouest d'Hawaï ». Il recouvre environ 36 millions d'hectares marins, dont 1,16 million d'hectares de récifs coralliens. Il abrite plus de 7 000 espèces marines (endémiques à 25 % environ). 1 400 phoques hawaïens, les derniers de cette espèce menacée de disparition, ainsi qu'environ 90 % des tortues vertes d'Hawaii (également espèce menacée). Les embarcations non autorisés, extractions de matériaux marins, le déversement de déchets, et même la pêche commerciale devraient y disparaître en cinq ans, ainsi que les activités commerciales et touristiques[38].

### Asie

#### Inde
En 2008, l'Inde compte 3 aires marines protégées reconnues par l'UNEP-WCMC, le parc national marin du Golfe de Kutch, le parc national marin du Golfe de Mannar, le parc national marin Mahatma Gandhi.

### Europe
Environ 1/3 des pays riverains concernés sont européens (Chypre, Espagne, France, Grèce, Italie, Malte, Slovénie) ont déjà des aires protégées dans leurs eaux territoriales, mais sans atteindre les seuils de la CBD. L'Europe tente d'encourager la protection des milieux marins et des espèces par la création du réseau Natura 2000 en mer, les États ayant jusque mi-novembre 2008 pour proposer leurs sites.

#### France
En France, la coordination en matière d'AMP est assurée, sous la tutelle du ministère chargé de l'environnement, par l'Office français de la biodiversité (anciennement Agence des aires marines protégées créée en 2006).
Relèvent ainsi de cette agence les :
- sites Natura 2000 en mer
- parcs nationaux ayant une partie maritime
- réserves naturelles ayant une partie maritime
- arrêtés préfectoraux de biotopes ayant une partie maritime
- parcs naturels marins
- parties maritimes du domaine relevant du Conservatoire de l'espace littoral et des rivages lacustres.

Cette liste est complétée par l'arrêté du 3 juin 2011 portant identification des catégories d'aires marines protégées entrant dans le champ de compétence de l'Agence des aires marines protégées:
- Les sites nationaux ayant une partie maritime inscrits au patrimoine mondial
- Les réserves nationales de biosphère ayant une partie maritime
- Les sites nationaux inscrits de la convention de Ramsar ayant une partie maritime
- Les aires spécialement protégées d'intérêt méditerranéen de la convention de Barcelone
- Les aires marines protégées de la convention d'OSPAR
- Les zones protégées de la convention de Carthagène
- Les zones spécialement protégées de la convention de Nairobi
- Les zones protégées du traité de l'Antarctique.
- Les parties marines des réserves nationales de chasse et de faune sauvage.

En 2007 la France adopte sa 1re stratégie nationale de création d'AMP qui vise à étendre son réseau d'AMP (alors moins de 1 % des eaux marines françaises) via la création de 10 parcs naturels marins, dont le premier est créé l'année même en mer d'Iroise, et en novembre 2008 la France a proposé 76 sites marins (sur 24 000 km²) au titre du réseau Natura 2000 en mer, répartis sur les différentes façades maritimes. Ces sites ont été inclus dans le réseau Natura 2000 français.
La Directive-cadre Stratégie pour le milieu marin et le « Grenelle de la mer », lancé en 2009, développent les objectifs de la politique maritime française, énoncés dans la stratégie nationale pour la mer et les océans, adoptée par le comité interministériel de la mer de décembre 2009. En matière d'aires marines protégées, la France se fixe pour objectif de porter leur superficie à 10 % des zones sous juridiction française d'ici 2012, et 20 % d'ici 2020, dont la moitié en moyenne globale en réserves ou cantonnements de pêche.
Dans ce cadre le Gouvernement français a installé trois nouveaux parcs naturels marins, dont deux dans l'Océan Indien (Mayotte en 2010, îles Glorieuses en 2012) et un dans le Golfe du Lion en 2011 et mis à l'étude 4 autres parcs (Golfe normando-breton, Martinique, Estuaires picards et bassin d'Arcachon). Il a également créé le 18 avril 2012 le parc national des Calanques, dont 80 % de la superficie est en mer.
La stratégie française pour les aires protégées 2030, adoptée en 2021, se fixe comme objectifs de couvrir au moins 30 % du territoire national terre et mer sous juridiction, en aires protégées et de couvrir 10 % du territoire national en protection forte. 
En 2025, 33 % des espaces maritimes français sont déclarés en aires marines protégées. Mais selon une étude de Greenpeace et du CNRS, 4 % des aires protégées françaises bénéficient d’une protection « stricte » (interdisant les activités extractives ou autorisant seulement des activités minimes), et seulement 0,03 % du domaine maritime de France métropolitaine. À la suite de la troisième Conférence des Nations unies sur l'océan, le gouvernement annonce vouloir passer le pourcentage des eaux métropolitaines placées « sous protection forte » à 4 % d'ici 2026.

#### Italie
Les zones marines protégées italiennes sont actuellement au nombre de 20 suivant la réglementation EUAP (5e modernisation de 2003), auxquelles il faut ajouter depuis 2004 l'aire naturelle marine protégée du Plemmirio (it) en Sicile. Elles sont de deux types, les aires naturelles et les réserves. Elles couvrent au total une superficie de 192 500 hectares.

### Océanie

#### Niue
L'État de Niue protège 40% de sa ZEE, via l'aire protégée Moana Mahu créée 2020.

#### Ouvrages
- (en) Joachim Claudet, Marine protected Areas : A multidisciplinary approach, Cambridge, Cambridge University Press, coll. « Ecology, Biodiversity and Conservation », 2011, 380 p. (ISBN 978-0-521-76605-0).

#### Articles et fascicules
- (en) Partnership for interdisciplinary studies of coastal oceans, The Science of Marine protected Areas, Université Nice-Sophia-Antipolis, 2016, 22 p..

Accès en ligne aux bulletins de la MPA (Marine protected areas)
- Ardron, Jeff ; Dunn, Daniel ; Corrigan, Colleen ; Gjerde, Kristina ; Halpin, Patrick ; Rice, Jake ; Vanden Berghe, Edward ; Vierros, Marjo (2009) Defining ecologically or biologically significant areas in the open oceans and deep seas: Analysis, tools, resources and illustrations, Ottawa, Canada, 29 sept au 2 oct 2009 PDF, 11pp,
- Brock, R.J., Kenchington, E., et Martínez-Arroyo, A. (editors). (2012), Scientific Guidelines for Designing Resilient in a Changing Climate Marine Protected Area Networks ; Commission for Environmental Cooperation ;  (ISBN 978-2-89700-014-1 et 978-2-89700-015-8) (en ligne) ; July 2012, PDF, 82pp
- Jamieson, Glen & Clarke, Cathryn, Identification of ecologically and biologically significant areas in Pacific Canada (présentation, PDF, 37 pp)
- Meryl J. Williams & al., Making Marine Life Count: A New Baseline for Policy, PLoS Collections. sous licence Creative commons 2.5
- Ecologic, Newly identified: 77 Ecologically or Biologically Significant Areas in the Arctic marine environment
- Kirsty Kemp (Institute of Zoology, ZSL), Matthew Gollock (Assistant Manager - International Marine and Freshwater Conservation Programme, ZSL) & Alex D. Rogers (Dept. of Zoology, University of Oxford), Marine Protected Areas Symposium Résumés et posters (340 KB)
- Mabile, Sébastien (2004) « Les aires marines protégées en Méditerranée ; Outils d'un développement durable » ; thèse de doctorat en droit, soutenue le 22 juin 2004 (université Aix-Marseille-III – Paul-Cézanne ; Faculté de droit et de science politique.
- Randrianarivo, Mahery (2023) « Effets des Aires Marines Protégées sur la structure, la régulation et le potentiel de récupération des assemblages coralliens de Madagascar » ; Thèse de Biologie marine - Océanologie appliquée, soutenue le 10 mars 2023 (Université de la Réunion; Institut halieutique et des sciences marines (Tuléar, Madagascar).